# Пјетратаљијата (Удине)
Пјетратаљијата је насеље у Италији у округу Удине, региону Фурланија-Јулијска крајина.
Према процени из 2011. у насељу је живело 78 становника. Насеље се налази на надморској висини од 508 м.